# Ordem de Phosphorus
Order of Phosphorus é uma Ordem Luciferiana Mágica sem fins lucrativos fundada por Michael W. Ford. A Ordem, e o seu braço eclesiástico "The Church of Adversarial Light", santifica as principais bases características do luciferianismo, sendo essas a autodisciplina, a excelência espiritual e à busca predatória do conhecimento.
Este sistema iniciático magical funde as complexidades e as vantagens da magia cerimonial tradicional, com a eficácia da Chaos Magic. O progresso é autodirigido e heterodoxo, evidenciado na Ordem diversas seções transversais de Iniciados, incluindo os teístas, os satanistas tradicionais ateus, os luciferianos gnósticos e uma nova classe emergente de panteísmo do Caminho da Mão Esquerda.